# Merehwit
Merehwit ou Brihtwig est un prélat anglais mort le 11 ou le 12 avril 1033. Il est le douzième évêque de Wells, de 1024 au plus tard jusqu'à sa mort.

## Biographie
Avant d'être évêque, Merehwit occupe la charge d'abbé du monastère de Glastonbury, dans le Somerset. Sa dernière apparition dans les chartes avec le titre d'abbé date de 1023 et sa première en tant qu'évêque de Wells date de 1024.
La Chronique anglo-saxonne enregistre la mort de Merehwit en 1033 et précise qu'il est inhumé à Glastonbury. Son décès a lieu le 11 ou le 12 avril de cette année.